# Mimosa Jallow
Mimosa Jallow (Jyväskylä, 17 giugno 1994) è una nuotatrice finlandese.
È di padre gambiano e madre finlandese.

## Palmarès
- Europei

Londra 2016: bronzo nella 4x100m misti.
Glasgow 2018: bronzo nei 50m dorso.